# Elveszett világ (televíziós sorozat, 2002)
Az Elveszett világ (eredeti cím: The Lost World vagy Lost World of Sir Arthur Conan Doyle, francia címén Aventures dans le monde perdu de Sir Conan Doyle) francia–kanadai–luxemburgi televíziós rajzfilmsorozat, amely Arthur Conan Doyle Az elveszett világ című regénye nyomán készült. Franciaországban 2002 és 2003 között a Télétoon kezdte vetíteni. Magyarországon 2004 és 2006 között a Minimax vetítette, később 2014-ben az M2 ismétli. Egyes értesülések szerint egy független csoport dolgozni kezdett a második évadon és tárgyalások várhatóak a szerzői jogokat illetően a közeljövőben.

## Ismertető
Az idős professzor, Arthur Summerlee világhírű tudós unokaöccse kedvéért beleegyezik, hogy mind anyagi támogatásával, mind pedig személyes részvételével segíti az expedíciót, amellyel beteljesedhetne unokaöccse, Lord John Roxton legféltettebb álma: ők lehetnek az elsők, akik rátalálnak a világra, amelynek létezéséről sokat lehetett hallani délen. Elindulnak az ismeretlenbe, hogy a valóságban is láthassák a mesék birodalmát.

## Szereplők
- Billy Turner – A főszereplő, aki egy angol kisfiú.
- Molly Turner – Billy édesanyja és Jack Turner eltűnt felfedezőnek felesége.
- Lord John Roxton – Arthur Summerlee unokaöccse.
- Challenger – John Roxton kutatóexpedíciójának izompacsirta tagja.
- Arthur Summerlee professzor – Lord John Roxton nagybátyja, aki öreg kutató.
- Mina hercegnő – Billy dzsungelbeli barátnője.
- Urkon – Koya főnökasszony fivére és az inkatörzs hiszékeny sámánja.
- Koya – Mina hercegnő édesanyja és az inkatörzs főnökasszonya.
- Maple White – Gazember, aki Urkon bűntársa is.
- Calver – Maple White társa

## Magyar hangok
- Pálmai Szabolcs – Billy Turner
- Mics Ildikó – Molly Turner
- Szatmári Attila – Lord John Roxton
- Mikula Sándor – Challenger
- Gruber Hugó – Arthur Summerlee professzor
- Németh Kriszta – Mina hercegnő
- Melis Gábor – Urkon
- Szórádi Erika – Koya
- Pálfai Péter – Maple White
- Albert Gábor – Calver
- További szereplők: Csondor Kata, Varga Rókus, Varga T. József

## Epizódok
| #   | Magyar cím             | Francia cím                 | Angol cím                 |
| --- | ---------------------- | --------------------------- | ------------------------- |
|     |                        |                             |                           |
| 01. | Minden összezavarodik  | Le grand chambardement      | All Shook Up              |
|     |                        |                             |                           |
| 02. | Fekete mágia           | Magie noire                 | Black Magic               |
|     |                        |                             |                           |
| 03. | Veszélyzóna            | Zone dangereuse             | Danger Zone               |
|     |                        |                             |                           |
| 04. | A tiltott város kulcsa | La clé de la cité interdite | Key to the Forbidden City |
|     |                        |                             |                           |
| 05. | Bajba jutott barátok   | Un ami dans le besoin       | A Friend in Need          |
|     |                        |                             |                           |
| 06. | A vasmadár             | Atterrissage mystérieux     | The Metallic Flying Beast |
|     |                        |                             |                           |
| 07. | A templom kincse       | La fosse aux trésors        | Treasure Pit              |
|     |                        |                             |                           |
| 08. | A Huarik               | Le Huari                    | The Huari                 |
|     |                        |                             |                           |
| 09. | Összefogás             | Le retour de Roda-Rath      | Standing Together         |
|     |                        |                             |                           |
| 10. | Mama kerestetik        | L'œuf du T-Rex              | Mother Wanted             |
|     |                        |                             |                           |
| 11. | Hatalom és Energia     | Le monstre électrisant      | Power Play                |
|     |                        |                             |                           |
| 12. | A tanítvány            | L'éveil du dragon           | The Apprentice            |
|     |                        |                             |                           |
| 13. | Az oltalmazó csillag   | L'apprenti Chaman           | The Protector's Star      |
|     |                        |                             |                           |
| 14. | Hadi játék             | Les as du ciel              | War Game                  |
|     |                        |                             |                           |
| 15. | Repülő kiválóságok     | L'affrontement              | Flying Aces               |
|     |                        |                             |                           |
| 16. | Tűz és jég             | Le pont de glace            | Fire and Ice              |
|     |                        |                             |                           |
| 17. | Egyedül                | Shaniuqua                   | Alone                     |
|     |                        |                             |                           |
| 18. | A beavatás             | L'initiation de Billy       | The Initiation            |
|     |                        |                             |                           |
| 19. | A nagy alkalom         | Le réveil de Pacha Mama     | Golden Opportunity        |
|     |                        |                             |                           |
| 20. | Csillagfény            | Poussières d'étoiles        | Star Bright               |
|     |                        |                             |                           |
| 21. | A szikla város         | L'esprit des falaises       | Cliffside                 |
|     |                        |                             |                           |
| 22. | A Huarik visszatérnek  | Le retour du Huari          | Return of the Huari       |
|     |                        |                             |                           |
| 23. | Taycanamo legendája    | La légende de Taycanamo     | Legend of Taycanamo       |
|     |                        |                             |                           |
| 24. | Kristálytiszta         | Vision de cristal           | Crystal Clear             |
|     |                        |                             |                           |
| 25. | Üldözés                | La poursuite                | The Chase                 |
|     |                        |                             |                           |
| 26. | A fészek               | L'épidémie                  | The Nest                  |